# Радура

Radura символ використовується для позначення опромінених продуктів (американська версія)

Radura є міжнародним символом, який використовується для позначення опромінених продуктів. З 1986 року в США, всі опромінені продукти повинні бути позначені обов'язковою. Radura, як правило, зелена. Це схематичне зображення рослини, вписаної в коло. Верхня половина кола  відмічена пунктирною лінією. Міжнародна версія символу незначно відрізняється від США і описана в стандартах Codex Alimentarius.
В США вимагають також такі продукти супроводжувати написом оброблено опромінюванням  поряд з Radura. Вимога написів і символів відноситься тільки до продуктів харчування, що  продаються в магазинах, таких як спеції, свіжі полуниці та інші, але не поширюється на продукти харчування  в ресторанах.
Наведені вище вимоги є важливим попередженням споживчів, які не бажають споживати таку їжу.